# Alfaro (zoologia)
Alfaro Meek, 1912 è un genere di pesci d'acqua dolce, appartenente alla famiglia Poeciliidae.

## Descrizione
Entrambe le specie di Alfaro presentano un corpo allungato, compresso ai fianchi, il dorso forma un angolo con il vertice nella seconda metà del corpo, il ventre è pronunciato. La bocca è ampia, gli occhi grandi. La pinna dorsale è arrotondata, le ventrali sono piccole, l'anale è a ventaglio nella femmina, mentre nel maschio piegata a formare un gonopodio. La pinna caudale è ampia e a delta. La livrea, sebbene differente tra le due specie, è simile: il corpo è beige rosato su una debole trasparenza, con cangianti riflessi metallici. Le pinne sono giallastre e trasparenti.

Alfaro cultratus raggiunge i 7 cm di lunghezza, mentre A. huberi i 5,5 cm.

## Distribuzione e habitat
Queste specie sono diffuse nel centro America, nelle acque dolci di Costa Rica, Guatemala, Panama e Nicaragua, dove abitano acque correnti di ruscelli e fiumi.

## Tassonomia

### Specie
Il genere comprende due sole specie:
- Alfaro cultratus
- Alfaro huberi